# تراویس تریت
جیمز تراویس تریت (زاده ۹ فوریه ۱۹۶۳) یک خواننده کانتری آمریکایی است. او در سال ۱۹۸۹ با وارنر رکوردز قرارداد امضا کرد و هفت آلبوم استودیویی و یک بسته موفق برای این لیبل را بین آن زمان تا ۱۹۹۹ منتشر کرد. در دهه ۲۰۰۰، او سه آلبوم استودیویی را در کلمبیا رکوردز و یک آلبوم را برای آلبوم رده ۵ رکوردز منتشر کرد. هفت تا از آلبوم‌های او (با احتساب بهترین آهنگ‌ها) دارای گواهی پلاتین یا بالاتر توسط انجمن صنعت ضبط آمریکا (RIAA) هستند.
جیمز تراویس تریت در ۹ فوریه ۱۹۶۳ در ماریتا، جورجیا، در خانواده جیمز و گوئن تریت به دنیا آمد. او دو جایزه گرمی دریافت کرده‌است و از سال ۱۹۹۲ عضو گروه گرند اول اپری بوده‌است.
تریت در سپتامبر ۱۹۸۲ با معشوقه دبیرستانی خود، کارن ریون، ازدواج کرد. آنها دو سال قبل از طلاق ازدواج کردند. پس از مراجعه به دادگاه، تریت به پرداخت نفقه به مدت شش ماه به کارن محکوم شد. هنگامی که او ۲۱ ساله بود، با جودی بارنت، که در آن زمان ۳۳ سال داشت ازدواج کرد. او مدت کوتاهی پس از امضای قرارداد با برادران وارنر در سال ۱۹۸۹ از او جدا شد. طلاق یک ماه قبل از اکران «کانتری کلاب» نهایی شد. تریت آهنگ «اینجا یک چهارم است» را همان شبی که مدارک طلاقش را دریافت کرد نوشت.
او در ۱۲ آوریل ۱۹۹۷ با ترزا نلسون ازدواج کرد آنها یک دختر، و دو پسر دارند.
تریت زمانی که در دبیرستان تحصیل می‌کرد شروع به نوشتن موسیقی کرد. اولین آهنگ او با عنوان «زمان کمی بگذران» در مورد دوست دختری که از او جدا شده بود نوشته شد. او همچنین یک گروه بلوگراس را با تعدادی از دوستانش تأسیس کرد و در یک تورنمنت محلی به خاطر بازی " مماها اجازه نده بچه‌های شما بزرگ شوند تا کابوی شوند " مقام دوم را کسب کرد.

## آهنگ‌شناسی

### آلبوم‌های استودیویی
- Proud of the Country (1987)[۱۷] [منبع غیر اولیه مورد نیاز][۱۸]
- باشگاه کانتری (۱۹۹۰)
- همه چیز در حال تغییر است (۱۹۹۱)
- مشکل (۱۹۹۲)
- ده فوت بلند و ضد گلوله (۱۹۹۴)
- نوع بی‌قرار (۱۹۹۶)
- دیگر نگاهی به شانه من نیست (۱۹۹۸)
- Down the Road I Go (2000)
- به اندازه کافی قوی (۲۰۰۲)
- My Honky Tonk History (2004)
- طوفان (۲۰۰۷)
- آرامش پس از … (۲۰۱۳)
- مجموعه‌ای از سنگ (۲۰۲۱)

### بیلبورد شماره یک تک آهنگ
- " به من کمک کن نگه دارم " (۱۹۹۰)
- " دیگر " (۱۹۹۱)
- " آیا می‌توانم با قلبم به تو اعتماد کنم " (1992 – ۱۹۹۳)
- " غرور احمقانه " (۱۹۹۴)
- بهترین نیت‌ها (۲۰۰۰)

## فیلم‌شناسی
| سال  | عنوان                                              | نقش           | یادداشت‌ها                                                             |
| ---- | -------------------------------------------------- | ------------- | --------------------------------------------------------------------- |
| ۱۹۹۰ | هی هاو                                             | خودش          | یک قسمت: " قسمت شماره ۲۲٫۱۲ "                                         |
| ۱۹۹۳ | ریو دیابلو                                         | بنجامین تابر  | فیلم تلویزیونی                                                        |
| ۱۹۹۴ | راه کوبوی                                          | خودش          |                                                                       |
| ۱۹۹۴ | دنبال قلبش                                         | خودش          | فیلم تلویزیونی                                                        |
| ۱۹۹۵ | داستان‌های از قبر                                   | چارلی         | یک قسمت: "دکتر ترسناک"                                                |
| ۱۹۹۵ | نمایش جف فاکسوارتی                                 | خودش          | قسمت اول: "او یه لیست می سازه، دو بار چکش میکنه"                      |
| ۱۹۹۶ | سرگرد بیلکو                                        | خودش          |                                                                       |
| ۱۹۹۶ | دکتر کوین، زن پزشکی                                | زاکری برت     | یک قسمت: "ستاره کتان"                                                 |
| ۱۹۹۶ | تعطیلات عشق                                        | سرتیف توم اول | فیلم تلویزیونی                                                        |
| ۱۹۹۷ | . زیر آتش                                          | خودش          |                                                                       |
| ۱۹۹۸ | برادران بلوز ۲۰۰۰                                  | خودش          |                                                                       |
| ۱۹۹۹ | "Outlaw Justice" (با ویلی نلسون و کریس کریستفرسون) | خودش          |                                                                       |
| ۱۹۹۹ | کشش طولانی                                         | شریف دالتون   | فیلم تلویزیونی                                                        |
| ۱۹۹۹ | تشخیص قتل                                          | کورت فالون    | قسمت اول: "در میان مردگان پایین"                                      |
| ۱۹۹۹ | دست فرشته ای                                       | دان مک کنل    | قسمت اول: "دل"                                                        |
| ۱۹۹۹ | آلیس                                               | کوتر مک کوی   | یک قسمت: "عبادت از مشهوریت"                                           |
| ۲۰۰۱ | دنیای المو                                         | خودش          | قسمت اول: "غرب وحشی وحشی"                                             |
| ۲۰۰۲ | کراس روت‌های CMT                                    | خودش          | بازیگر با ری چارلز                                                    |
| ۲۰۰۳ | پادشاه تپه                                         | والت (صوت)    | یک قسمت: "بژنی از سرخ‌ها و ویتامین C و پروپان"                         |
| ۲۰۰۴ | آره عزیزم                                          | هانک          | یک قسمت: "جریگ و جیمی"                                                |
| ۲۰۰۴ | قهرمانان هگل تاون                                  | قهرمان کشاورز | قسمت اول: "قهرمان هالووین"                                            |
| ۲۰۰۴ | نمایش پوکر مشهور                                   | خودش          | دو قسمت؛ ۲۰۰۴–۲۰۰۵ "تورنامنت دوم، بازی اول" "تورنمنت پنجم، بازی پنجم" |
| ۲۰۰۵ | ۲۰۰۱ جنون                                          | کارکن بنزین   |                                                                       |
| ۲۰۰۵ | تلویزیون کلاغ آبی                                  | خودش          | یک قسمت: "ملاقات"                                                     |
| ۲۰۰۸ | زمین میدان جنگ                                     | خودش          | قسمت اول: " سوخت سریع "                                               |
| ۲۰۰۸ | دخترهای همسایه                                     | خودش          | یک قسمت: "کنتکی فراید"                                                |
| ۲۰۱۱ | ماهیگیری مرد                                       | ادی واترز     | پس از تولید                                                           |
| ۲۰۱۷ | نور باشد                                           | دکتر کوری     |                                                                       |
| ۲۰۱۸ | برای همیشه دخترم                                   | والت          |                                                                       |